# Seven Wonders
"Seven Wonders" foi o segundo single do álbum Tango in the Night de 1987, da banda Fleetwood Mac.

## Origens
Stevie Nicks foi a vocalista e também escreveu a canção com Sandy Stewart. Enquanto Stevie Nicks ouvia o demo de Sandy Stewart (que não havia escrito as letras ainda), ela tinha confundido a frase "All the way down you held the line" com "All the way down to Emmeline", que foi o que ela cantou. Stevie também acrescentou uma palavra ambígua, fazendo "Sara" soar como "Tara", durante os intervalos entre refrões e versos. (A palavra pode referir-se à canção "Sara" do álbum Tusk ou outras composições de Stevie Nicks; Tango in the Night, "Welcome to the Room... Sara"; a letra da última canção, contém referências à Scarlett O'Hara e Tara e Stevie utilizava o nome "Sara", várias vezes no passado como um pseudónimo para si mesma.) Alguns fãs também especularam que ela podia estar dizendo "Aaron" em vez de "Sara" ou "Tara." Supostamente, o título da demo de Sandy Stewart foi chamado de "Aaron."
Essas adições, bem como outras alterações relacionadas às letras, foram creditadas para Stevie Nicks.
A canção também foi lançada como um single de doze polegadas, que incluiu uma versão remixada estendida, uma versão dub mix e uma versão instrumental, mais tarde a canção "Book of Miracles", tornou-se a faixa "Juliet" no álbum de 1989, The Other Side of the Mirror. A edição limitada do disco da versão de 12 polegadas também foi lançada no Reino Unido.

## Em outras mídias
Em 2009 o músico Pictureplane apresentou "Seven Wonders" na canção "Goth Star" em seu álbum Dark Rift. Em 2013 o DJ Classixx também apresentou uma amostra de "Seven Wonders" na canção "Hanging Gardens" de seu álbum homónimo. A canção também apareceu no último episódio "The Seven Wonders" da série American Horror Story: Coven, que começou com Stevie Nicks performando a canção. Esse episódio ajudou a canção a chegar ao nº 18 da Billboard 'Digital Rock Songs', chegando a mais de 13,000 de total de vendas.

## Lista de faixas
12" UK single (Warner Bros. Records W8317T)
1. "Seven Wonders" (Remix estendido)
2. "Book of Miracles" (Instrumental)
3. "Seven Wonders" (Dub)

## Equipe técnica
- Stevie Nicks - Vocais
- Mick Fleetwood - Bateria
- John McVie - Baixo elétrico
- Christine McVie - Teclado, vocal de apoio
- Lindsey Buckingham - Guitarra, vocal de apoio

## Desempenho nas paradas musicais
| País               | Parada (1987-2014)           | Melhor posição |
| ------------------ | ---------------------------- | -------------- |
| Austrália          | Australian Kent Music Report | 23             |
| Bélgica            | Ultratop (Flandres)          | 27             |
| Canadá             | RPM Top 100 Singles          | 17             |
| Canadá             | RPM Adult Contemporary       | 8              |
| Países Baixos      | Dutch Top 40                 | 28             |
| Irlanda            | Irish Singles Chart          | 28             |
| Nova Zelândia      | New Zealand Singles Chart    | 49             |
| Espanha            | Promusicae                   | 44             |
| Reino Unido        | UK Singles Chart             | 56             |
| Estados Unidos     | Billboard Hot 100            | 19             |
| Estados Unidos     | Billboard Adult Contemporary | 13             |
| Estados Unidos     | Billboard Mainstream Rock    | 2              |
| Alemanha Ocidental | Media Control Charts         | 47             |

| País           | Parada (2014)                | Melhor posição |
| -------------- | ---------------------------- | -------------- |
| Estados Unidos | Billboard Rock Digital Songs | 18             |

| País           | Parada (1987-2014)        | Melhor posição |
| -------------- | ------------------------- | -------------- |
| Estados Unidos | Billboard Top Rock Tracks | 18             |